# 1948 en sociologie
| Années de la sociologie : 1945 - 1946 - 1947 - 1948 - 1949 - 1950 - 1951    |
| Décennies de la sociologie : 1910 - 1920 - 1930 - 1940 - 1950 - 1960 - 1970 |

Cet article présente les événements de l'année 1948 dans le domaine de la sociologie. 

## Publications

### Livres
- Raymond Aron, Le Grand Schisme
- Roger Bastide, Initiation aux recherches sur les interpénétrations de civilisations, éditions Bastidiana, rééd. 1998, 100 pages
- (en) Chester Barnard, Organisation and Management
- (en) Oliver Cox, Caste, Class and Race
- (en) Kingsley Davis' Human Society
- Eugène Dupréel, Sociologie générale, Paris, PUF
- Jacques Ellul, Présence au monde moderne: Problèmes de la civilisation post-chrétienne.  Geneva: Roulet, Lausanne: Presses Bibliques Universitaires, rééd. 1988
- Léon Gérin, Aux sources de notre histoire. Les conditions économiques et sociales de la colonisation en Nouvelle-France
- (en) Alfred Kinsey, Sexual Behaviour in the Human Male
- (en) Robert Harry Lowie, Social Organisation
- (en) Charles Wright Mills, The new men of power : America's labor leaders
- Pierre Naville, Psychologie, Marxisme, matérialisme
- André Siegfried, Progrès technique et progrès moral, Éd. Nicolas Berdiaeff, Neuchâtel, La Baconnière,

### Articles
- Georges Gurvitch, « Sociologie de la connaissance et psychologie collective », L'Année sociologique, 3e série, t. 1, 1940-1948.
- Georges Gurvitch, « La sociologie du jeune Marx », Cahiers internationaux de sociologie, vol. 3-4, 1947-1948 a.
- Georges Gurvitch, « Microsociologie et sociométrie », Cahiers internationaux de sociologie, vol. 3-4, 1947-1948 b.
- Georges Gurvitch, « Psychologie collective et psychologie de la connaissance », L'Année sociologique, 3e série, 1948-1949.

## Naissances
- Jean-Pierre Durand,  sociologue français.
- Jean-Claude Kaufmann, sociologue français.
- François de Singly, sociologue français.
- Jean-Marie Tremblay, sociologue canadien.
- Paul Yonnet, sociologue français.

## Décès
- 17 septembre, Ruth Benedict

## Autres
- Création de la Société brésilienne de sociologie, Brésil
- Création de l'Institut d'études politiques de Toulouse, France
- E. Franklin Frazier remplace le président de l'Association américaine de sociologie.